# Madeleine Dean
Madeleine Dean (Glenside, 6 giugno 1959) è una politica statunitense, membro della Camera dei Rappresentanti per lo stato della Pennsylvania.

## Biografia
Ultima di sette figli, la Dean studiò alla La Salle University e dopo la laurea in giurisprudenza divenne avvocato, fondò un proprio studio legale e insegnò all'università; fu inoltre consulente dell'azienda del marito P.J. Cunnane, produttore di biciclette. Attiva politicamente con il Partito Democratico fin da ragazza, conobbe il marito mentre entrambi erano volontari per la campagna di Joe Hoeffel, all'epoca membro della legislatura statale; dal matrimonio con Cunnane ebbe tre figli maschi.
La Dean rivestì diverse cariche pubbliche: fu commissario di Abington e nel 2012 fu eletta all'interno della Camera dei rappresentanti della Pennsylvania, la camera bassa della legislatura statale. Nel 2015 il governatore della Pennsylvania Tom Wolf la nominò membro della Pennsylvania Commission for Women, un comitato impegnato sui temi delle pari opportunità.
Nel 2017 la Dean si candidò alla carica di vicegovernatore della Pennsylvania, ma abbandonò la competizione alcuni mesi dopo per candidarsi invece alla Camera dei Rappresentanti. Nelle primarie democratiche, la Dean sconfisse due candidati tra cui lo stesso Hoeffel per cui anni prima aveva lavorato e al termine della campagna elettorale sconfisse anche l'avversario repubblicano nelle elezioni generali, divenendo così deputata.
La tornata elettorale in cui si affermò la Dean fu storica per la Pennsylvania, in quanto la delegazione congressuale dello stato era da anni costituita da diciotto deputati uomini e nella storia solo altre sette donne erano state inviate al Congresso in rappresentanza della Pennsylvania; nel 2018 insieme alla Dean vennero elette altre tre donne in rappresentanza di altri tre distretti congressuali (Mary Gay Scanlon, Chrissy Houlahan e Susan Wild), in quella che fu definita la vittoria delle "Fab Four".
Ideologicamente Madeleine Dean si configura come una democratica progressista.